# Памятник Янке Купале (Москва)
Памятник Янке Купале в Москве установлен на Кутузовском проспекте в сквере перед домом 28 (район Дорогомилово).

## История
Создание памятника белорусскому писателю, поэту и драматургу Янке Купале (1882—1942) было приурочено к 125-летней годовщине со дня его рождения. Авторами памятника выступили белорусские скульпторы, народный художник Беларуси Лев Гумилевский и его сын Сергей Гумилевский.
14 января 2005 г. проект памятника был утверждён президентом Республики Беларусь Александром Лукашенко, который выступил инициатором создания памятника во время встречи с мэром Москвы Юрием Лужковым, проект прошёл обсуждение жителями российской столицы
Скульптура была отлита из бронзы на комбинате Белорусского союза художников.
Работы финансировались Союзным государством и Правительством Москвы.
Для памятника было выбрано место в Западном административном округе на Кутузовском проспекте. Сквер, в котором был установлен памятник, был облагорожен, для установки памятника была насыпана небольшая возвышенность. Рядом с памятником были установлены каменные плитки, спускающиеся к небольшому фонтану, выложенному серым камнем.
Скульпторы Гумилевские изобразили писателя в задумчивой позе, опирающимся на деревянную изгородь с листом папоротника и лежащей книгой. Высота бронзового памятника составляет 4 м, а вместе с каменным постаментом, на который нанесена простая надпись «Янка Купала» — 7 м.
Открытие памятника состоялось 7 июля 2007 года, в честь десятилетия союзного государства России и Белоруссии.
Перед памятником неоднокатно проводились политические акции, организованные белорусской диаспорой Москвы, в том числе награждения Медалью в честь столетия Белорусской Народной Республики диссидента Михася Кукобаки и литературоведа Алексея Кавко со стороны Рады Белорусской Народной Республики в 2019 году.